# FR 41 (torpediniera)
La FR 41 è stata una torpediniera della Regia Marina, ex unità francese. 

## Storia
Costruita tra il 1935 ed il 1937, la nave originariamente si chiamava Bombarde ed apparteneva alla classe di torpediniere La Melpomène, caratterizzate da gravi problemi di stabilità e tenuta al mare.
L'8 dicembre 1942 la torpediniera, nell'ambito delle operazioni dell'occupazione italo-tedesca della Francia di Vichy e dei suoi territori nordafricani, venne catturata a Biserta, insieme alle gemelle La Pomone e L'Iphigenie, dalle truppe tedesche. Queste trasferirono le unità ex francesi, venti giorni più tardi, alla Regia Marina, sotto la quale la Bombarde assunse la nuova denominazione di FR 41. All'armamento delle navi vennero apportate alcune modifiche, quali l'imbarco di due mitragliere da 37 mm e la sostituzione dei pezzi da 100/45 con altrettanti da 100/60. Le tre unità prestarono servizio solo per pochi mesi sotto bandiera italiana, senza prendere parte ad eventi bellici di rilievo.
Il 6 aprile 1943 la torpediniera, così come le navi gemelle, venne trasferita alla Kriegsmarine, che le riclassificò dapprima navi scorta veloci, ribattezzando SG 48 la FR 41, per poi restituire loro, il 15 maggio 1943, la classificazione di torpediniere: la SG 48 divenne quindi TA 9. Le tre navi vennero quindi sottoposte a lavori di rimodernamento, quali l'eliminazione dei tubi lanciasiluri, l'imbarco del radar ed il potenziamento dell'armamento contraereo con 2 mitragliere da 37 mm e 14 da 20 mm.
Il 9 settembre 1943, dopo la proclamazione dell'armistizio, la TA 9, al comando del Kapitänleutnant Otto Reinhardt, e la gemella TA 11 salparono da Napoli insieme al piroscafo ex francese Hans SS Carbet per occupare il porto di Piombino, necessario per l'evacuazione dalla Corsica e dalla Sardegna della 90ª divisione Panzergrenadieren e della Sturmbrigade Reichsführer-SS. Durante la navigazione la formazione prese inoltre sotto custodia quattro vedette antisommergibili italiane, le VAS 201, 214, 219 e 220, catturate poco prima da motosiluranti tedesche. Alle 4.30 del 10 settembre le tre navi giunsero davanti a Piombino e richiesero la rimozione delle ostruzioni, adducendo la scusa di doversi rifornire di carbone: dopo un iniziale rifiuto la richiesta venne esaudita e, una volta in porto, la TA 9 si ormeggiò al molo settentrionale mentre la TA 11 si portava al molo meridionale, in modo da avere sotto tiro tutta l'area portuale: assunto così il controllo della rada, nelle ore successive affluirono a Piombino numerose chiatte, motozattere e motobattelli tedeschi. Nella notte tra il 10 e l'11 settembre le truppe italiane passarono decisamente al contrattacco: le unità tedesche ormeggiate nel porto vennero bersagliate dal tiro delle batterie costiere ed anche di alcuni carri armati italiani. Diverse unità minori furono affondate o messe fuori uso ed entrambe le torpediniere furono gravemente danneggiate mentre cercavano di ritirarsi rispondendo al fuoco. Mentre la TA 11 venne affondata, la TA 9, pur con gravi danni, riuscì verso mezzanotte a lasciare il porto e quindi a prendere il largo in direzione di Livorno.
Il 27 settembre 1943 la TA 9 venne posta in disarmo a Tolone. Il 23 agosto 1944, durante un bombardamento aereo, la torpediniera venne colpita ed affondò nelle acque del porto francese.